# Austrofeixisme
Austrofeixisme (en alemany: Austrofaschismus) és un terme usat comunament per alguns historiadors per descriure el règim autoritari governant a Àustria entre els anys 1934 i 1938. Aquest govern estava basat en el partit Vaterländische Front (Front Patriòtic) i la seva milícia paramilitar Heimwehr. Aquest règim va ser conegut com a Ständestaat ("Estat Corporatiu").

## Origen
El Front Patriòtic va ser un partit polític fundat el maig de 1933 pel polític austríac Engelbert Dollfuss, un carismàtic admirador de Benito Mussolini, que després d'arribar al poder com a cap de govern va intentar estimular el nacionalisme extrem dins d'Àustria oposant-se a tot projecte d'unió amb Alemanya. Així, el Vaterlanddische Front va sostenir una ideologia de dreta molt conservadora i nacionalista, aferrada als valors tradicionals de l'Església catòlica, confessió religiosa majoritària a Àustria.
Originalment Dollfuss era un líder del partit socialcristià però davant l'empenta dels partits d'esquerra com el socialdemòcrata, va adoptar polítiques més conservadores, i va ser seguit per gran part del seu partit. Quan al maig de 1932 els socialcristians van ser triats com a govern, Dolfuss va quedar com a canceller d'Àustria, però amb una feble majoria al parlament.

## Ascens al poder
Quan es va saber a Àustria de l'elecció d'Adolf Hitler com a canceller a la veïna Alemanya, els dretans austríacs van aprofitar les inquietuds de la classe política austríaca per imposar-se com un règim autoritari. Les eleccions parlamentàries del 1932 havien deixat el règim d'Engelbert Dollfuss amb una feble majoria parlamentària, basada en una coalició dels socialcristians amb el conservador partit Landbund i el nacionalista Heimwehr.
El parlament austríac va caure en una seriosa crisi el 4 de març de 1933 quan va deixar de funcionar per plets entre els partits a causa de qüestions de procediment, i Dollfuss va advertir l'oportunitat d'imposar un règim autoritari. Per conjurar la crisi el règim va apel·lar a una llei d'emergència del 1916 (la "Llei d'Autoritat Econòmica de Guerra") per la qual es permetia al cap de govern regir el país mitjançant decrets i sense intervenció parlamentària.
Dollfuss va declarar el 7 de març que el parlament s'havia "autodissolt", mentre que els diputats opositors socialistes i centristes no es decidien a unir esforços per superar la crisi. El 15 de març els parlamentaris opositors van intentar tornar als seus escons i reiniciar les sessions, però Dollfuss ho va evitar enviant a la policia per impedir-los l'entrada, mentre els diputats addictes al règim acceptaven l'"autodissolució".

## Govern
Immediatament el règim va adoptar una sèrie de polítiques contràries al liberalisme i al parlamentarisme que havien regit la vida política del país, va tornar a l'Església catòlica la seva influència en la instrucció pública, va anul·lar el laïcisme educatiu i va fustigar l'oposició, ordenant la dissolució del partit comunista i del nacionalsocialista al juny del mateix any. Els socialcristians, que van donar suport a Dollfuß i van acordar donar suport a aquestes mesures, van fundar el Vaterländisches Front el maig de 1933.

Bandera del "Front Patriòtic" d'Austria

Els socialdemòcrates austríacs havien creat feia anys una milícia armada, la Republikanischer Schutzbund, però aviat aquesta va haver de competir amb la Heimwehr, que havia esdevingut a la milícia dels ultradretans del Vaterländisches Front. L'aparent manca de reacció dels líders socialdemòcrates va provocar que la desmoralització s'escampés entre les files de la Schutzbund quan el règim de Dollfuss va ordenar el seu desarmament i dissolució.
Quan els socialdemòcrates van intentar oposar-se per la força a una requisa policial a Linz el 12 de febrer del 1934, va esclatar una revolta armada dels socialdemòcrates a Viena i Graz, així com en altres localitats. Les milícies rivals de la Heimwehr i de la Schutzbund es van enfrontar violentament en una breu guerra civil, fins que les tropes governamentals van intervenir en contra dels socialdemòcrates i així el 16 de febrer la Schutzbund va ser vençuda.

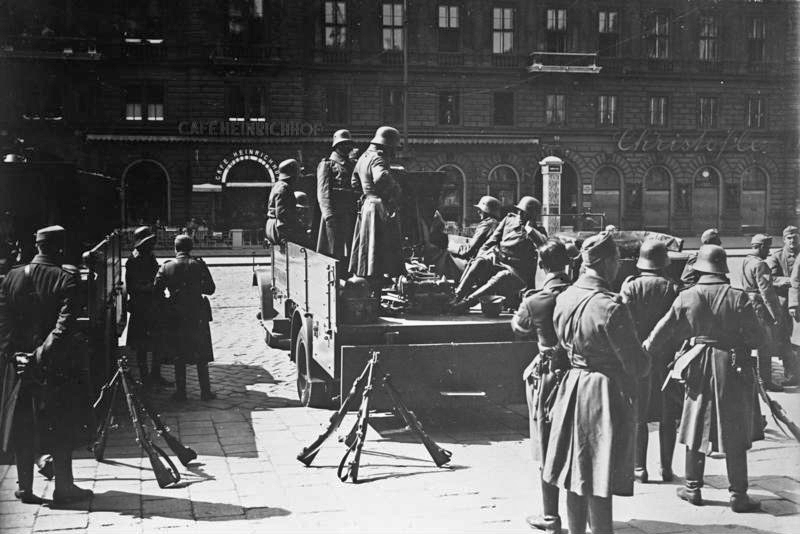
Soldats governamentals a Viena, durant la Guerra Civil Austríaca.

Després d'aquest triomf, Dollfuß va poder promulgar la Constitució de l'1 de maig de 1934, anomenada Maiverfassung, establint a Àustria un Estat corporatiu que seguia el model de l'Itàlia feixista, amb una reducció greu de les llibertats públiques. Tot i això, el canceller Dollfuß va morir assassinat poc després en un intent de cop d'Estat executat per simpatitzants nazis a Viena el 25 de juliol de 1934.
Després d'aquests fets, Dollfuß va ser succeït en el càrrec per Kurt Schuschnigg, un exmembre del partit Christlichsoziale Partei (Partit Social Cristià), que, seguint les polítiques del seu antecessor, es va integrar al Vaterländische Front després d'adherir-se a la seva prèdica ultranacionalista.
La ideologia del govern estava basada en el feixisme italià i clerical, cosa que a la pràctica va significar reemplaçar la Constitució democràtica i el parlamentarisme vigents, per un règim autoritari anomenat Ständestaat, eliminant tot vestigi de liberalisme i de secularisme, tractant d'aconseguir l'adhesió de l'Església catòlica local. Un pilar de la doctrina del règim consistia a reafirmar la diferència entre Àustria i Alemanya, atenent les tradicions culturals del país i que la filiació religiosa predominant entre la població austríaca era el catolicisme (mentre que el protestantisme era seguit per una exigua minoria), això explicava que el règim cerqués continus acostaments amb el clergat catòlic per legitimar les seves polítiques autoritàries.
Pel que fa a l'economia, l'austrofeixisme era partidari de l'estatisme i del corporativisme però sense qüestionar la propietat privada, imitant-hi la Itàlia feixista. El règim també es recolzava en una oposició contundent al comunisme i al socialisme, manifestada per la repressió contínua de sindicats marxistes, a fi de guanyar aplaudiments al règim entre el clergat catòlic austríac.
No obstant això, malgrat les seves idees dretanes i nacionalistes, el Vaterländische Front no practicava l'antisemitisme (que era un component clau del nazisme alemany), ni encoratjava la persecució contra la nombrosa comunitat jueva austríaca, mentre l'Austrofeixisme s'adheria fortament als valors religiosos tradicionals, elements que el distanciaven del Tercer Reich.
A més del partit únic, el règim austríac va copiar altres organitzacions dels sistemes feixistes alemany i italià, com la que ordenava el temps lliure de la població (Kraft durch Freude a Alemanya i Opera Nazionale Dopolavoro a Itàlia), anomenada Neues Leben («Nova vida »), que es va fundar el 1936. També es va crear una organització de foment de la maternitat, la Mütterschutzwerk («Acció defensiva de les mares») el 1934 i, el 1937, una imitació de les SS hitlerianes, les brigades d'assalt del Front Patriòtic (Sturmkorps). Comptava així mateix amb una organització juvenil estatal, l'Österreichisches Jungvolk (ÖJV). Igual que les dues dictadures veïnes, el Govern controlava estretament tant la premsa (censurada des del 7 de març de 1933, poc després que Dollfuss dissolgués el Parlament) com la instrucció pública. Al febrer de 1934, es va expulsar els mestres afiliats als sindicats socialistes i se'ls va substituir per membres del Front; Aquells que pertanyien als sindicats socialcristians o pangermans van mantenir els seus llocs, però se'ls va obligar a ingressar al Front. L'educació religiosa, obligatòria per a tots aquells batejats com a catòlics, va quedar en mans de l'Església catòlica, segons l'estipulat al concordat de 1934.
El Govern va prohibir la premsa comunista el maig del 1933, la nacionalsocialista el juny i la socialista el febrer del 1934. Des d'octubre del 1933, els diaris estrangers que recolzessin algun dels partits opositors, des legalitzats, van quedar retirats de la circulació. El juliol del 1936, va augmentar el control governamental amb la creació d'una càmera de premsa, que controlava les publicacions i les llicències que permetien publicar. Al començament de 1937 i novament imitant italians i alemanys, es va crear un Ministeri de Propaganda, que va reunir l'oficina de premsa estatal amb la de propaganda. La premsa pangermana, l'única permesa juntament amb la favorable als socialcristians, va quedar vigilada mitjançant un sistema estatal d'inspectors, assignats a la redacció de cada diari. Tots els diaris havien de publicar la propaganda del Front Patriòtic.

## Extinció
Aquest "feixisme" tractava al seu torn d'utilitzar el nacionalisme austríac com a arma per frenar el pangermanisme nazi que amenaçava des del 1933 el petit país, però va fracassar en el seu afany mentre el nazisme alemany va començar a guanyar adeptes ràpidament entre la població austríaca, fins a convertir-se força política d'importància. L'expansionisme del Tercer Reich va començar a causar inestabilitat a Àustria mitjançant atacs terroristes, manifestacions violentes, i tumults de carrer causats per nazis locals que propugnaven l'absorció d'Àustria per Alemanya.
Després d'anys de violentes pugnes amb els nazis locals, i amb l'amenaça d'una guerra civil provocada pel Tercer Reich des de començaments de 1938, l'austrofeixisme va deixar d'existir amb l'annexió d'Àustria per Alemanya nazi el 13 de març del 1938.